# Reino del Congo
El Reino de Congo (kikongo: Kongo dya Ntotila o Wene wa Kongo; portugués: Reino do Congo) era un reino africano ubicado en el oeste de África central en lo que ahora es el norte de Angola, Cabinda, la República del Congo y la zona occidental de la República Democrática del Congo, así como la parte más al sur de Gabón. En su período de mayor expansión, se extendió desde el Océano Atlántico en el oeste hasta el río Kwango en el este, y desde el río Congo en el norte hasta el río Cuanza en el sur. El reino consistía en varias provincias centrales, gobernados por el Manicongo, la versión portuguesa del título congoleño de Mwene Kongo, que significa 'señor o gobernante del reino del Congo'. La esfera de influencia del reino se extendió a los reinos vecinos, como Ngoyo, Kakongo, Ndongo y Matamba.
Desde el año 1390 hasta 1857 era en su mayoría un reino independiente. Desde 1493 hasta 1891 y hasta 1914 era un estado sometido a la invasión de Portugal apoyado por otros reinos de Europa para la extensión vasallo de sus territorios, el libre comercio de esclavos y la libre expoliación del Reino de Portugal. En 1914, la monarquía titular fue abolida por la fuerza, tras la brutal masacre de los portugueses contra una revuelta en el Congo. Los territorios restantes del reino fueron asimilados en la colonia de Angola. La actual secta Bundu dia Kongo es partidaria de revivir el reino a través de la secesión de Angola, la República del Congo, la República Democrática del Congo y Gabón.

## Historia

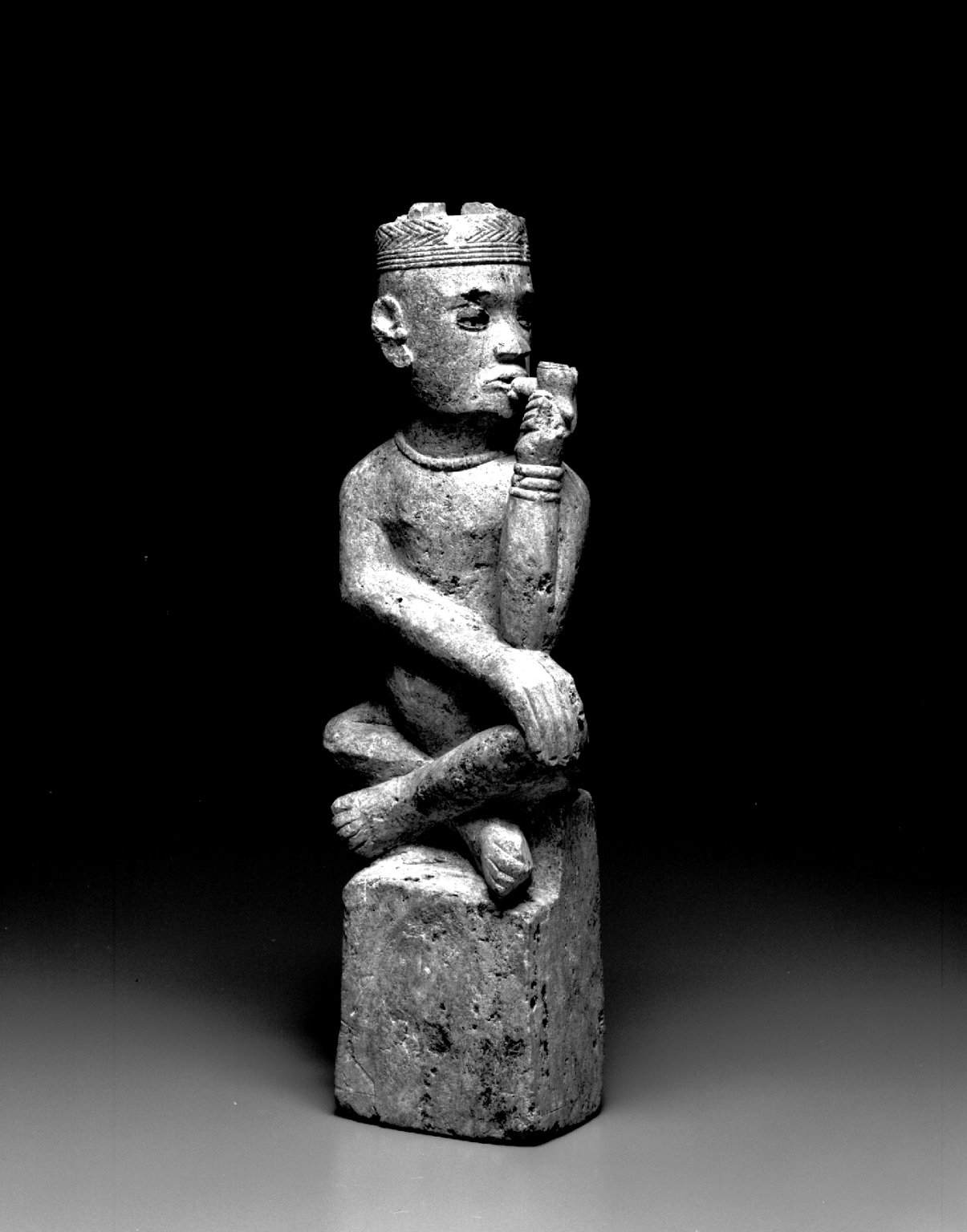
En el Congo se acostumbraba a colocar figuras de piedra llamadas tumba en las tumbas de personas poderosas. Se muestra a este jefe fumando una pipa con la cabeza hacia un lado, como si estuviera en estado de contemplación. Su gorra (mpu) con cuatro dientes de leopardo, el collar de cuentas y el brazalete (nlunga) identifican al individuo como jefe. El término tumba proviene de la antigua palabra portuguesa que significa "tumba": este género puede haberse inspirado en monumentos funerarios para mercaderes y misioneros europeos en los cementerios del Congo

Las tradiciones verbales sobre la antigua y rica historia del país se establecieron por escrito por primera vez a fines del siglo XVI, y las más completas se registraron a mediados del siglo XVII, incluidas las escritas por el misionero capuchino italiano Giovanni Cavazzi da Montecuccolo. Una investigación más detallada en las tradiciones orales modernas, inicialmente realizada a principios del siglo XX por misioneros redentoristas como Jean Cuvelier y Joseph de Munck, no parecen relacionarse con el período muy temprano.
Según la tradición de Congo, el origen del reino se encuentra en el país muy grande y muy rico de Mpemba Kasi, ubicado justo al sur del actual Matadi en la República Democrática del Congo. Una dinastía de gobernantes de este pequeño gobierno construyó su dominio a lo largo del valle de Kwilu, y sus miembros están enterrados en Nsi Kwilu, su capital. Las tradiciones del siglo XVII aluden a este cementerio sagrado. Según el misionero Girolamo da Montesarchio, un capuchino italiano que visitó la zona desde 1650 hasta 1652, el sitio era tan sagrado que mirarlo era mortal. Los súbditos del siglo XVII de Mpemba Kasi llamaban a su país "Madre del Rey del Congo" con respecto a la antigüedad del territorio. En algún momento alrededor de 1375, Nimi a Nzima, gobernante de Mpemba Kasi, hizo una alianza con Nsaku Lau, el gobernante del vecino reino de Mbata. Esta alianza garantizaba que cada uno de los dos aliados ayudaría a asegurar la sucesión del linaje de su aliado en el territorio del otro.
Los primeros reyes documentados se referían a su ciudad en su correspondencia como "la ciudad del Congo" (cidade do Congo), y el nombre de la ciudad como São Salvador aparece por primera vez en las cartas de Álvaro I de Kongo (1568-1587) y fue llevado a cabo por sus sucesores. El nombre se cambió de nuevo a "Ciudad de Kongo" (Mbanza Kongo) después de la independencia de Angola en 1975.
Cuando los portugueses llegaron a Kongo, Mbanza Kongo ya era una ciudad grande, quizás la más grande de África sub-ecuatorial, y una carta del embajador portugués en Lisboa comparó el tamaño de la ciudad (dentro de las murallas interiores) con la ciudad portuguesa de Évora. [9] Durante el reinado de Alfonso I, se agregaron edificios de piedra, incluido un palacio y varias iglesias. La ciudad creció sustancialmente a medida que el reino de Kongo se expandió y creció, y una declaración eclesiástica de la década de 1630 relató que se realizaron 4.000-5.000 bautismos en la ciudad y su interior inmediato (presumiblemente los valles que la rodean), lo que es consistente con un  población de 100.000 personas. De éstos, quizás 30.000 vivían en la montaña y el resto en los valles alrededor de la ciudad. Entre sus edificios importantes se encontraban unas doce iglesias, incluida São Salvador, así como capillas y oratorios privados y un impresionante palacio real de dos pisos, el único edificio de este tipo en todo Kongo, según el visitante Giovanni Francesco da Roma (1648).

## Fundación del reino imperial
El primer rey del Reino del Congo fue Lukeni lua Nimi (1380-1420). El nombre Nimi a Lukeni apareció en tradiciones orales posteriores y algunos historiadores modernos, notablemente Jean Cuvelier, lo popularizaron. Lukeni lua Nimi, o Nimi a Lukeni, se convirtió en el fundador del Congo cuando conquistó el reino de Mwene Kabunga (o Mwene Mpangala), que yacía en una montaña al sur. Él transfirió su poder a esta montaña, el Mongo dia Kongo o "montaña del Congo", e hizo de Mbanza Kongo, la ciudad de allí, su capital. Dos siglos después, los descendientes de Mwene Kabunga aún desafiaban simbólicamente la conquista en una celebración anual. Los gobernantes que siguieron a Lukeni todos reclamaron alguna forma de relación con su kanda, o linaje, y fueron conocidos como los Kilukeni. El Kilukeni kanda o "casa", como fue registrado en documentos portugueses, gobernó Congo sin oposición hasta 1567.
Después de la muerte de Nimi a Lukeni, su hermano, Mbokani Mavinga, tomó el trono y gobernó hasta aproximadamente 1467. Tenía dos esposas y nueve hijos. Su reinado vio una extensión del Reino del Congo para incluir al estado vecino el Reino de Loango y otras áreas ahora abarcadas por la actual República del Congo.
Los Mwene Congos solían otorgar las gobernaciones a los miembros de su familia o sus clientes. A medida que esta centralización aumentó, las provincias aliadas perdieron gradualmente la influencia hasta que sus poderes fueron solo simbólicos, manifestados en Mbata, una vez un co-reino, pero en 1620 simplemente conocido por el título "Abuelo del Rey del Congo" (Nkaka'ndi a Mwene Kongo).
La alta concentración de población alrededor del Mbanza Kongo y sus alrededores jugó un papel crítico en la centralización del Congo. La capital era una zona densamente poblada en una región escasamente poblada donde las densidades de la población rural probablemente no superaban las 5 personas por km². Los primeros viajeros portugueses describieron a Mbanza Kongo como una ciudad grande, del tamaño de la ciudad portuguesa de Évora, como lo era en 1491. Hacia el final del siglo XVI, la población del Congo era probablemente cerca de medio millón de personas en una región central de aproximadamente 130,000 kilómetros cuadrados. A principios del siglo XVII, la ciudad y su interior tenían una población de alrededor de 100.000 habitantes, o uno por cada cinco habitantes en el Reino (según las estadísticas bautismales compiladas por los sacerdotes jesuitas). Esta concentración permitió que los recursos, soldados y excedentes de alimentos estuvieran fácilmente disponibles a pedido del rey. Esto hizo que el rey fuera abrumadoramente poderoso e hizo que el reino se centralizara mucho.
En el momento del primer contacto registrado con los europeos, el Reino del Congo era un estado altamente desarrollado en el centro de una extensa red comercial. Además de los recursos naturales y el marfil, el país fabricaba y comercializaba artículos de cobre, metales ferrosos, tela de rafia y cerámica. La gente del Congo hablaba en el idioma Kikongo. Las regiones orientales, especialmente aquella parte conocida como los Siete Reinos de Kongo dia Nlaza (o en Kikongo Mumbwadi o "los Siete"), fueron particularmente famosas por la producción de telas.

### Los portugueses y el cristianismo

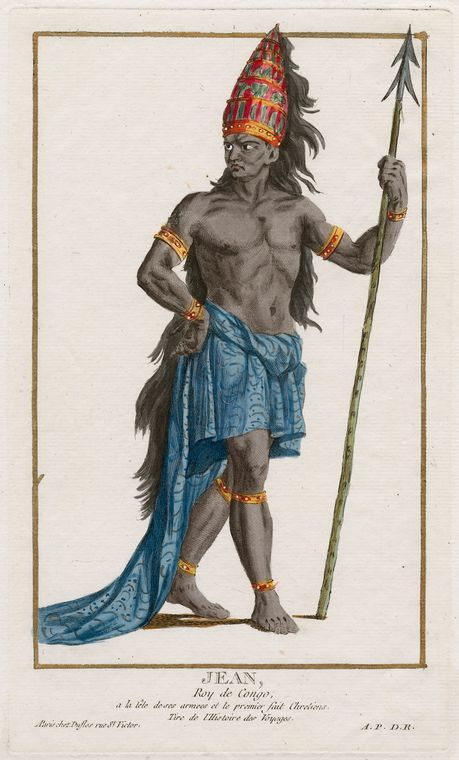
Juan I Nzinga a Nkuwu

En 1483, el explorador portugués Diogo Cão navegó por el inexplorado río Congo, encontrando pueblos del Congo y convirtiéndose en el primer europeo en encontrar el reino del Congo. Una embajada del reino africano viajó hasta Portugal, permaneciendo en ese país durante un breve tiempo. Cão dejó hombres en el Congo y llevó a los nobles del Congo a Portugal. Regresó con los nobles del Congo en 1485. En ese momento, el rey gobernante, Nzinga a Nkuwu, se convirtió al cristianismo. Cão regresó al reino con sacerdotes y soldados católicos en 1491, bautizando a Nzinga a Nkuwu, así como a sus principales nobles, comenzando con el gobernante de Soyo, la provincia costera. Al mismo tiempo, un ciudadano congoleño instruido que regresaba de Portugal abrió la primera escuela. Nzinga a Nkuwu tomó el nombre cristiano de Juan I en honor del rey de Portugal en ese momento, Juan II.
Juan I gobernó hasta su muerte alrededor de 1506 y fue sucedido por su hijo Afonso Mvemba a Nzinga. Se enfrentó a un desafío serio de un medio hermano, Mpanzu a Kitima. El rey venció a su hermano en una batalla librada en Mbanza Kongo. Según el relato de Afonso, enviado a Portugal en 1506, pudo ganar la batalla gracias a la intervención de una visión celestial de Santiago y la Virgen María. Inspirado por estos eventos, posteriormente diseñó un escudo para el Congo que fue utilizado por todos los reyes siguientes en documentos oficiales, parafernalia real y similares hasta 1860. Mientras el rey Juan I volvió a sus creencias tradicionales, Afonso I estableció el cristianismo como la religión del estado de su reino.

Bandera del rey Afonso I

El rey Afonso trabajo para crear una versión viable de la Iglesia católica en el Congo, proveyendo sus ingresos de los bienes reales y los impuestos que proporcionaban salarios para sus trabajadores. Con asesores de Portugal como Rui d'Aguiar, el capellán real portugués enviado para ayudar al desarrollo religioso del Congo, Afonso creó una versión sincrética del cristianismo que seguiría siendo parte de su cultura para el resto de la existencia independiente del reino. El propio rey Afonso estudió mucho en esta tarea. Rui d'Aguir dijo una vez que Afonso sabía más de los principios de la iglesia que él.
A la iglesia del Congo siempre le faltaron clérigos ordenados y se compensó con el empleo de un laicado fuerte. Los maestros de escuela congoleños o mestres fueron el ancla de este sistema. Reclutados de la nobleza y entrenados en las escuelas del reino, proporcionaron instrucción religiosa y servicios a otros basándose en la creciente población cristiana del congo. Al mismo tiempo, permitieron el crecimiento de formas sincréticas de cristianismo que incorporaron las ideas religiosas más antiguas del congo con las del cristianismo. Ejemplos de esto son la introducción de palabras de KiKongo para traducir conceptos cristianos. Las palabras de KiKongo ukisi (una palabra abstracta que significa encanto, pero que solía significar "santo") y nkanda (libro de significado) se fusionaron para que se creara la palabra Biblia cristiana y fuera conocida por los locales como: "nkanda ukisi". La iglesia se hizo conocida como el nzo a ukisi. Mientras que algunos clérigos europeos a menudo denunciaban estas tradiciones mixtas, nunca fueron capaces de erradicarlas.

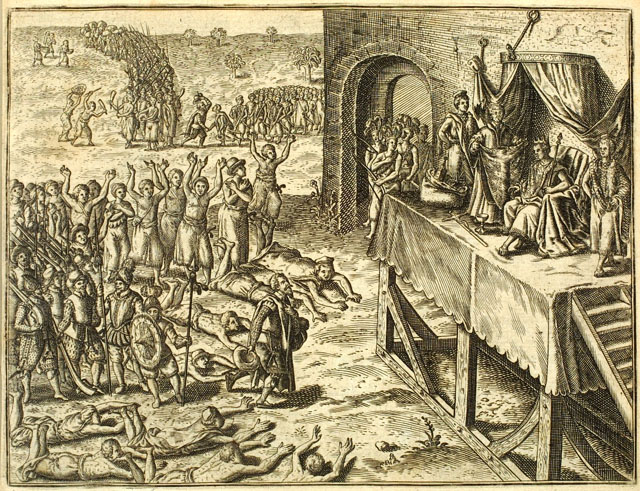
Una imagen que representa el encuentro portugués con la familia real del congo

Parte del establecimiento de esta iglesia fue la creación de un sacerdocio fuerte y para este fin el hijo de Afonso, Enrique, fue enviado a Europa para ser educado. Enrique se convirtió en sacerdote ordenado y en 1518 fue nombrado obispo de Útica (una diócesis del norte de África recientemente reclamada a los musulmanes). Regresó al Congo a principios de la década de 1520 para dirigir la nueva iglesia del Congo. Murió en 1531 cuando estaba a punto de ir a Europa para el Concilio de Trento.
Hoy en día, el catolicismo es la religión más grande de Angola, la sección de habla portuguesa del antiguo reino del congo.

### Esclavitud y rivalidades reales
En las siguientes décadas, el Reino del Congo se convirtió en una importante fuente de esclavos para los comerciantes portugueses y otras potencias europeas. El Cantino Atlas de 1502 menciona al Congo como una fuente de esclavos para la isla de Santo Tomé. La esclavitud había existido en el Congo mucho antes de la llegada de los portugueses, y las primeras cartas de Alfonso I del Congo muestran la evidencia de la existencia de los mercados de esclavos. También muestran la compra y venta de esclavos dentro del país y sus cuentas sobre la captura de esclavos en la guerra que fueron entregados y vendidos a comerciantes portugueses. Es probable que la mayoría de los esclavos exportados a los portugueses fueran cautivos de guerra de las campañas de expansión del Congo. Además, las guerras de esclavos ayudaron a Alfonso a consolidar su poder en las regiones fronterizas del sur y del este.
A pesar de su largo establecimiento dentro de su reino, Alfonso I del Congo creía que la trata de esclavos debería estar sujeta a la ley del Congo. Cuando sospechó que los portugueses estaban recibiendo esclavos ilegales para vender, escribió al rey Juan III de Portugal en 1526 implorándole que detuviera la práctica. Finalmente, Alfonso decidió establecer un comité especial para determinar la legalidad de la esclavización de los que estaban siendo vendidos.
Una característica común de la vida política en el reino del congo era una feroz competencia por la sucesión al trono. La propia llegada de Alfonso al trono fue intenso, aunque se sabe poco al respecto. Sin embargo, se sabe mucho sobre cómo tuvieron lugar estas luchas a partir de la contienda que siguió a la muerte de Alfonso a finales de 1542 o principios de 1543. Esto se debe en gran parte a la investigación detallada llevada a cabo por funcionarios reales en 1550, que sobrevive en los archivos portugueses. En esta investigación se puede ver que las facciones se formaron detrás de hombres prominentes, como el hijo de Alfonso I, Pedro Nkanga a Mvemba y Diogo Nkumbi a Mpudi, su nieto que finalmente derrocó a Pedro en 1545. Aunque las facciones se colocaron en el idioma del parentesco (usando el término portugués geração o linaje, probablemente kanda en Kikongo) no se formaron estrictamente a lo largo de líneas de herencia ya que los parientes cercanos a menudo estaban en facciones separadas. Los beligerantes incluían a nobles con títulos de nombramiento para las gobernaciones provinciales, miembros del consejo real y también funcionarios en la jerarquía de la Iglesia ahora bien desarrollada.
El rey Diogo I hábilmente reemplazó o superó a sus competidores atrincherados después de que fue coronado en 1545. Se enfrentó a una importante conspiración liderada por Pedro I, que se había refugiado en una iglesia, y a quien Diogo respecto de la regla de asilo de la Iglesia le permitió permanecer en ella. Sin embargo, Diogo llevó a cabo una investigación sobre la trama, cuyo texto fue enviado a Portugal en 1552 y nos da una excelente idea de la forma en que los conspiradores esperaban derrocar al rey al atraer a sus seguidores para que lo abandonaran.
También surgieron problemas entre Diogo y los colonos portugueses en Santo Tomé conocidos como Tomistas. Según un tratado entre el Congo y Portugal, los primeros eran solo para comerciar dentro del reino con esclavos de este último. Eso significaba que los portugueses estaban restringidos a los esclavos ofrecidos por el rey Diogo o aquellos a quienes autorizaba a vender esclavos. Cada año los Tomistas llegaban con 12 a 15 barcos para transportar entre 400 y 700 esclavos (entre 5,000 y 10,000 esclavos por año). Esto no fue suficiente para aprovechar el suministro cada vez mayor de esclavos del Congo gracias a las guerras en su frontera oriental. Los capitanes tratarían de sobrecargar sus cargas, lo que provocaría revueltas. Sin embargo, el factor que realmente rompió el trato fue el hábito de los Tomistas de navegar río arriba al Malebo Pool para comprar esclavos de los comerciantes de BaTeke que fueron cada vez más tomados con productos europeos sobre las conchas de nzimbu que les ofreció el manikongo. Enfurecido por esta ruptura del contrato, el rey Diogo rompió relaciones en 1555 y expulsó a aproximadamente 70 portugueses que vivían en su reino (muchos de los cuales habían vivido allí durante mucho tiempo y tenían esposas africanas y niños de raza mixta).
El intento del rey de pacificar el inquieto reino de Ndongo en 1556 resultó contraproducente, dando como resultado la independencia de este último. A pesar de este revés, disfrutó de un largo reinado que terminó con su muerte en 1561.
El sucesor del rey Diogo, cuyo nombre se perdió en la historia, fue asesinado por los portugueses, y reemplazado por un hijo bastardo, que era más flexible con los intereses de los Tomistas, Alfonso II. La gente común del Congo se enfureció por su entronización y respondieron con disturbios en todo el reino. Muchos portugueses fueron asesinados, y el puerto real de Mpinda fue cerrado a los portugueses, lo que puso fin a la trata de esclavos entre el Congo y Portugal. A menos de un año de este caos, el rey Alfonso II fue asesinado mientras asistía a misa. Fue sucedido por su hermano, Bernardo I. El rey Bernardo permitió que continuara el boicot al comercio portugués, mientras restablecía en silencio las relaciones con Lisboa. El rey Bernardo I fue asesinado en guerra contra Yaka, en 1567. El siguiente manikongo, Enrique I fue arrastrado a una guerra en la parte oriental del país, donde fue asesinado, dejando el gobierno en manos de su hijastro Álvaro Nimi a Lukeni lua Mvemba. Fue coronado como Álvaro I, "de común acuerdo", entre congoleños y portugueses según algunos testigos.

### Congo bajo la Casa de Kwilu
Álvaro I subió al trono durante otra contienda por el trono en 1568. Siendo del valle del río Kwilu y no un familiar de sangre de ninguno de los reyes anteriores, su reinado marcó el comienzo de la Casa de Kwilu. Ciertamente hubo facciones que se oponían a él, aunque no se sabe específicamente quiénes eran. Inmediatamente, Álvaro tuvo que luchar contra los invasores del este (que algunos historiadores creen que eran en realidad rebeldes dentro del país, ya fueran campesinos o nobles descontentos de facciones rivales) llamados los Jagas. Para hacer esto, decidió solicitar la ayuda de los portugueses con base en Santo Tomé, quienes enviaron una expedición bajo el mando de Francisco de Gouveia Sottomaior para ayudar. Como parte del mismo proceso, Álvaro aceptó permitir a los portugueses establecer una colonia en su provincia de Luanda, al sur de su reino. Además de permitir que los portugueses se establecieran en Luanda, el Congo brindó apoyo a los portugueses en su guerra contra el Reino de Ndongo en 1579. El reino de Ndongo estaba ubicado tierra adentro al este de Luanda y aunque ya había sido reclamado en los títulos reales del Congo desde 1535, probablemente nunca estuvo bajo una administración firme del Congo.
Álvaro también trabajó duro para occidentalizar al Congo, introduciendo gradualmente títulos de estilo europeo para sus nobles, de modo que el Mwene Nsundi se convirtió en el duque de Nsundi; el Mwene Mbamba se convirtió en el duque de Mbamba. El Mwene Mpemba se convirtió en Marqués de Mpemba, y el Mwene Soyo se convirtió en el Conde de Soyo. Él y su hijo Álvaro II Nimi a Nkanga (coronado en 1587) otorgaron órdenes de caballería llamadas la Orden de Cristo. La capital también fue renombrada São Salvador o "Santo Salvador" en portugués durante este período. En 1596, los emisarios de Álvaro en Roma persuadieron al Papa de reconocer a São Salvador como la catedral de una nueva diócesis que incluiría al Congo y el territorio portugués en Angola. Sin embargo, el rey de Portugal ganó el derecho de nominar a los obispos a esta sede, que se convirtió en una fuente de tensión entre los dos países.
Los obispos portugueses en el reino a menudo eran favorables a los intereses europeos en un momento en que las relaciones entre el Congo y Angola eran tensas. Se negaron a nombrar sacerdotes, lo que obligó al Congo a depender cada vez más de los laicos. Documentos de la época muestran que los maestros legos (llamados mestres en documentos en portugués) eran remunerados y nombrados por la corona, y en ocasiones los reyes del Congo retenían ingresos y servicios a los obispos y sus seguidores (una táctica llamada "excomunión del país") . Controlar los ingresos era vital para los reyes del Congo, ya que incluso a los misioneros jesuitas se les pagaban los sueldos del tesoro real.
Al mismo tiempo que se desarrolló este problema eclesiástico, los gobernadores de Angola comenzaron a extender sus campañas en áreas que el Congo consideraba firmemente bajo su soberanía. Esto incluyó la región alrededor de Nambu a Ngongo, que el gobernador João Furtado atacó a mediados de la década de 1590. Otras campañas en las cercanías llevaron a denuncias de los gobernantes del Congo contra estas violaciones de su soberanía.

### Faccionalismo
Álvaro I y su sucesor, Álvaro II, también enfrentaron problemas con los rivales faccionales de familias que habían sido desplazadas de la sucesión. Para aumentar el apoyo contra algunos enemigos, tuvieron que hacer concesiones a otros. Una de las concesiones más importantes fue permitirle a Manuel, el Conde de Soyo, ocupar el cargo durante muchos años, comenzando antes de 1591. Durante este mismo período, Álvaro II hizo una concesión similar a António da Silva, el duque de Mbamba. António da Silva fue lo suficientemente fuerte como para decidir la sucesión del reino, seleccionando a Bernardo II en 1614, pero poniéndolo a un lado en favor de Álvaro III en 1615. Fue solo con dificultad que Álvaro III pudo poner su propia elección en como Duque de Mbamba cuando António da Silva murió en 1620 en lugar de que la provincia cayera en manos del hijo del duque. Al mismo tiempo, sin embargo, Álvaro III creó a otro noble poderoso y semiindependiente, quien sostuvo a Nsundi para él.

### Congo bajo la Casa de Nsundi
Las tensiones entre Portugal y el Congo aumentaron aún más cuando los gobernadores de la Angola portuguesa se volvieron más agresivos. Luis Mendes de Vasconcelos, que llegó como gobernador en 1617, usó grupos mercenarios africanos llamados Imbangala para hacer una guerra devastadora en Ndongo, y luego atacar y saquear algunas provincias del sur del Congo. Estaba particularmente interesado en la provincia de Kasanze, una región pantanosa que se encuentra justo al norte de Luanda. Muchos esclavos deportados a través de Luanda huyeron a esta región y a menudo se les concedió refugio, y por esta razón, Mendes de Vasconcelos decidió que se necesitaba una acción decidida para detenerlos. El siguiente gobernador de Angola, João Correia de Sousa, utilizó el Imbangala para lanzar una invasión a gran escala del sur del Congo en 1622, tras la muerte de Álvaro III. Correia de Sousa afirmó que tenía el derecho de elegir al rey del Congo. También estaba molesto porque los electores congoleños eligieron a Pedro II, un antiguo duque de Mbamba. Pedro II era originario del ducado de Nsundi, de ahí el nombre de la casa real que creó, la Casa de Nsundi. Correia de Sousa también sostuvo que Pedro II había protegido a esclavos fugitivos de Angola durante su última gobernación de Mbamba.

### Primera guerra portuguesa-congoleña
La primera guerra portuguesa-congoleña comenzó inicialmente debido a una campaña portuguesa contra el Reino de Kasanze, que se llevó a cabo sin piedad. A partir de ahí, el ejército se trasladó a Nambu un Ngongo, cuyo gobernante, Pedro Afonso, también estaba protegido por esclavos fugitivos. Aunque Pedro Afonso, se enfrentó a un abrumador ejército de más de 20,000 personas, acordó devolver algunos fugitivos, el ejército atacó a su país y lo mató.
Tras su éxito en Nambu a Ngongo, el ejército portugués avanzó hacia Mbamba en noviembre. Las fuerzas portuguesas obtuvieron una victoria en la Batalla de Mbumbi. Allí se enfrentaron a una fuerza local rápidamente reunida liderada por el nuevo duque de Mbamba y reforzada por fuerzas de Mpemba lideradas por su marqués. Tanto el duque de Mbamba como el marqués de Mpemba fueron asesinados en la batalla. Según las cuentas de Esikongo, fueron comidos por los aliados Imbangala de los portugueses. Sin embargo, Pedro II, el recién coronado rey del congo, llevó al ejército principal, incluidas las tropas de Soyo, a Mbamba y derrotó decisivamente a los portugueses, expulsándolos del país en una batalla librada cerca de Mbanda Kasi en enero de 1623. Residentes portugueses del Congo, asustados por las consecuencias de sus negocios con los portugueses después de la invasión, escribieron una carta hostil a Correia de Sousa, denunciando su invasión.
Tras la derrota de los portugueses en Mbandi Kasi, Pedro II declaró a Angola un enemigo oficial. El rey entonces escribió cartas denunciando a Correia de Sousa al Rey de España y al Papa. Mientras tanto, los disturbios antipaludados estallaron en todo el reino y amenazaron a su comunidad comercial de larga data. Los portugueses de todo el país fueron desarmados humillantemente e incluso obligados a abandonar sus ropas. Pedro, ansioso por no alienar a la comunidad mercantil portuguesa y consciente de que generalmente se habían mantenido leales durante la guerra, hizo todo lo que pudo para preservar sus vidas y propiedades, lo que llevó a algunos de sus detractores a llamarlo "rey de los portugueses".
Como resultado de la victoria del Congo, la comunidad comercial portuguesa de Luanda se rebeló contra el gobernador, esperando preservar sus lazos con el rey. Respaldados por los jesuitas, que también habían reanudado su misión allí, obligaron a João Correia de Sousa a renunciar y huir del país. El gobierno interino que siguió a la partida fue encabezado por el obispo de Angola. Fueron muy conciliadores con el Congo y acordaron devolver más de un millar de esclavos capturados por Correia de Sousa, especialmente los nobles menores capturados en la Batalla de Mbumbi.
Independientemente de las aperturas del nuevo gobierno en Angola, Pedro II no había olvidado la invasión y planeaba eliminar a los portugueses del reino por completo. El rey envió una carta a los Estados Generales neerlandeses proponiendo un ataque militar conjunto contra Angola con un ejército del Congo y una flota holandesa. Pagaría a los holandeses con oro, plata y marfil por sus esfuerzos. Según lo planeado, una flota holandesa bajo el mando del célebre almirante Piet Hein llegó a Luanda para llevar a cabo un ataque en 1624. El plan no pudo llevarse a cabo ya que Pedro había muerto y su hijo, García Mvemba, Nkanga había sido elegido rey. El rey García I era más indulgente con los portugueses y había sido persuadido con éxito por sus diversos gestos de conciliación. Él no estaba dispuesto a presionar el ataque contra Angola en ese momento, alegando que como católico, no podía aliarse con los no católicos para atacar la ciudad.

### Faccionalismo y retorno de la Casa de Kwilu
El final del primer cuarto del siglo XVII vio un nuevo estallido en la lucha política del Congo. En el corazón del conflicto se encontraban dos casas nobles luchando por la realeza. En un lado del conflicto estaba la Casa de Kwilu, que contaba con la mayoría de los reyes llamados Álvaro. Fueron expulsados por la Casa opuesta de Nsundi, cuando Pedro II fue colocado en el trono por poderosas fuerzas locales en São Salvador, probablemente como un compromiso cuando Álvaro III murió sin un heredero lo suficientemente mayor como para gobernar.
Como el poder reinante, la Casa de Nsundi trabajó fervientemente para colocar a los partidarios en posiciones de toma de reinado en todo el imperio. O Pedro II o García logré asegurar Soyo en manos del Conde Paulo, que lo sostuvo y apoyó la Casa de Nsundi desde aproximadamente 1625 hasta 1641. Mientras tanto, Manuel Jordão, un partidario de la Casa de Kwilu, logró forzar a García I a huir y colocó a Ambrósio I de la Casa de Kwilu en el trono.
El rey Ambrósio no pudo o no eliminó a Paulo de Soyo, aunque finalmente eliminó a Jordão. Después de un reinado marcado por los rumores de movilizaciones de guerra y otras interrupciones, un gran disturbio en la capital resultó en la muerte del rey por parte de una turba. Ambrosio fue reemplazado por Álvaro IV por el duque de Mbamba, Daniel da Silva. El rey Álvaro IV tenía solo once años y era fácil de manipular. En 1632, Daniel da Silva marchó sobre la capital para "rescatar a su sobrino de sus enemigos". En ese momento, estaba bajo la protección del Conde de Soyo, Paulo, Álvaro Nimi a Lukeni a Nzenze a Ntumba y su hermano García II Nkanga a Lukeni. Después de una batalla dramática en Soyo, el joven rey fue restaurado con éxito solo para ser envenenado más tarde por Álvaro V, un Kimpanzu.

### El Congo bajo la Casa de Kinlaza
Después de librar una segunda guerra contra sus primos, Nimi a Lukeni y Nkanga a Lukeni, Álvaro V fue asesinado y sustituido por Álvaro VI en 1636, iniciando el gobierno de la Casa de Kinlaza sobre el Congo. Después de su muerte en 1641, el hermano de Álvaro VI se hizo cargo, y fue coronado García II. La antigua Casa de Nsundi se consolidó con sus rivales de la Casa de Kwilu como el linaje de Kimpanzu de los muertos Álvaro V.

García II tomó el trono en vísperas de varias crisis. Uno de sus rivales, Daniel da Silva (que probablemente recibió el patrocinio del Daniel da Silva que fue asesinado por García II mientras defendía a Álvaro IV), logró asegurar el condado de Soyo y lo usó como base contra García II para el conjunto de su reinado. Como resultado, a García II se le impidió consolidar por completo su autoridad. Otro problema que enfrentaba el rey García II fue una rebelión en la región de Dembos, que también amenazó su autoridad. Por último, estaba el acuerdo hecho por Pedro II en 1622, que prometía el apoyo del Congo a los holandeses en una ofensiva para expulsar a Portugal de Luanda.

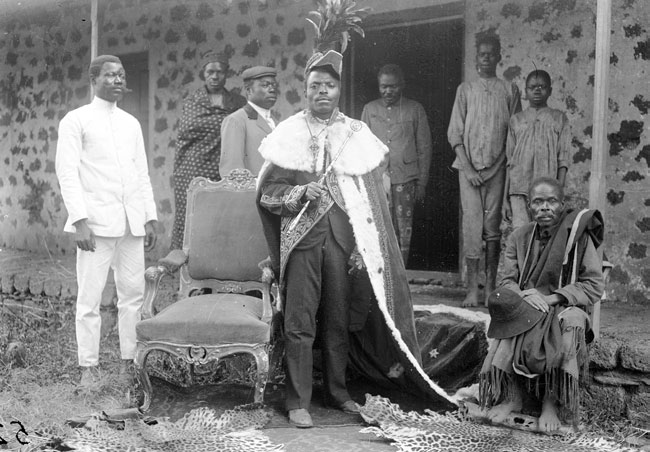
Manuel III con su personal

## Reyes del Congo
El sistema de la corte del Congo fue el de una monarquía electiva, no hereditaria, basada en kandas o linajes familiares relacionados.

#### Dinastía Lukeni
- Nimi a Lukeni (1390 - 1420)
- Nanga (1420 - 1450)
- Nkuwu a Ntinu (1450 - 1470)
- Nzinga a Nkuwu, Juan I (1470 - 1506)
- Alfonso I (1506 - 1542/1543)
- Pedro I (1543 - 1545)
- Francisco I (1545)
- Diego I (1545 - 1561)
- Alfonso II (1561)
- Bernardo I (1561 - 1566)
- Enrique I (1566 - 1567)

#### Dinastía Kwilu
- Álvaro I (1567 - 1587)
- Álvaro II (1587 - 1614)
- Bernardo II (1614 - 1615)
- Álvaro III (1615 - 1622)

#### Dinastía Nkanga
- Pedro II Alfonso (1622 - 1624)
- Garcia I (1624 - 1626)

#### Dinastía Kwilu
- Ambrosio I (1626 - 1631)
- Álvaro IV (1631 - 1636)

#### Dinastía Kimpanzu
- Álvaro V (1636)

#### Dinastía Kinzala
- Álvaro VI (1636 - 1641)
- Garcia II (1641 - 1660)
- António I (1660 - 1665)

### Período de guerras civiles (1665 - 1709)

#### Reyes en M'Banza Congo (San Salvador)
- Alfonso II (1665).. luego rey de Nkondo hasta su muerte en 1669
- Álvaro VII (1665 - 1666).. de un clan no tradicional
- Álvaro VIII (1666 - 1669).. de un clan no tradicional
- Pedro III (1669)
- Álvaro IX (1669 - 1670)
- Rafael I (1670 - 1673)
- Alfonso III (1673 - 1674).. reinó también en Nkondo
- Daniel I (1674 - 1678)
- Abandono de São Salvador entre 1678 y 1709

#### Reyes en Ki-Mpangu
- Sebastián I (1666 - 1670)
- García III (1670 - 1685)
- Andre I (1685 - 1690)
- Álvaro X (1690 - 1692)
- Pedro IV (1695 - 1709).. Manicongo tras el fin de la guerra

#### Reyes y Reinas en Nkondo
- Alfonso II (1666 - 1669)
- Alfonso III (1669 - 1673)
- Ana Alfonso de León (1673 - 1709)

#### Reyes de Lemba
- Pedro III (1669 - 1683).. tras ser depuesto de M'Banza Congo
- Juan II (1683 - 1716)

### Reunificación
- Pedro IV Alfonso (1709 - 1718)
- Manuel II (1718 - 1743)
- García IV (1743 - 1752)
- Nicolás I (1752 - 1758)
- Alfonso IV (1758 - 1760)
- António II (1760 - 1762)
- Sebastián II (1762 - 1763)
- Pedro V (1763 - 1764, reclamando el trono hasta 1779)
- Álvaro XI (1764 - 1778)
- Jose I (1778 - 1784)
- Alfonso V (1785 - 1787)
- Álvaro XII (1788)
- Jose II (1788 - ????)
- Alejo I (???? - 1793)
- Enrique II (1793 - 1802)
- García V (1802 - 1830)
- Andre II (1830 - 1842)
- Enrique III (1842 - 1857)
- Álvaro XIII (1857 - 1859)
- Pedro VI Elelo (1859 - 1888)

#### Reyes vasallos de Portugal
- Pedro VI Elelo (1888 - 1891)
- Álvaro XIV (1891 - 1896)
- Enrique IV (1896 - 1901)
- Pedro VII (1901 - 1910)
- Manuel Nkomba (1910 - 1911)
- Manuel III (1911 - 1914)

#### Reyes titulares en San Salvador
- Manuel III (1914 - 1915)
- Álvaro XV (1915 - 1923)
- Pedro VIII (1923 - 1955)
- António III (1955 - 1957)
- Isabel Maria da Gama (1957 - 1962).. regente
- Pedro IX (1962)
- Isabel Maria da Gama (1962 - 1975).. regente
- Monarquía abolida por la recién proclamada República Popular de Angola
- Jose Henrique da Silva Meso Mekala (2000-presente).. Pretendiente al trono congolés exilado en Cabinda.

## Cultura
Como producto del primer contacto en 1483 entre Diogo Cão y el reino del Congo, una embajada del reino africano viajó hasta Portugal, permaneciendo en ese país durante un breve tiempo. A su regreso en 1491, fueron acompañados por misioneros católicos y por artesanos y carpinteros portugueses que introdujeron la tecnología y las técnicas occidentales en el país; tras la adopción oficial del catolicismo bajo el reinado del manicongo João I, la cultura portuguesa se convirtió en una importante influencia en la sociedad, desarrollándose además relaciones diplomáticas entre la monarquía del manicongo y las monarquías europeas. Al año de la llegada de la religión católica se construyó en la capital del país una de las primeras iglesias que fue elevada al estatus de catedral en 1596, ya bajo el rey Álvaro II del Congo, convirtiéndose la antigua Catedral de San Salvador del Congo en una de las primeras catedrales católicas en el África subsahariana. Como ejemplo de comunicación diplomática, este mismo monarca intentó en 1613, a través del papa Paulo V, que el rey de Portugal se hiciera cargo del costo del mantenimiento de los obispos y los canónigos de la catedral.
En 1518 se llevó a cabo la consagración en Roma, por parte de León X, de Don Enrique, hijo de Alfonso I, como obispo titular de Útica, siendo el primer obispo autóctono del África negra. Una misión de los carmelitas descalzos trabajó en el Congo desde 1584–88, estableciéndose también una misión de los dominicos entre 1610 y 1612. Una escuela de los jesuitas con una biblioteca fue fundada en la capital en 1621, bajo el reinado de Álvaro III, permaneciendo en funcionamiento hasta 1678, tras el inicio unos años antes de la guerra civil del Reino del Congo. Como consecuencia de la divulgación de la religión católica en el país, surgieron también desde finales del siglo XVII e inicios del siglo XVIII herejías e iluminados locales, como en los casos del profeta Appolonia Mafuta o la líder del antonianismo, Dona Beatriz Kimpa Vita.
Debido al temprano contacto con los europeos, el kikongo fue la primera lengua bantú en ser escrita en alfabeto latino y en tener un diccionario. Un catecismo fue producido en 1557 bajo la autoridad de Diogo Gomes, un jesuita nacido en el Reino del Congo de padres portugueses. En 1624, Mateus Cardoso, otro jesuita portugués editó y publicó una traducción kikongo del catecismo portugués de Marcos Jorge. El diccionario fue publicado ca. 1648 por Manuel Robredo, un obispo secular. Por su parte, un capuchino italiano de Nuoro, Bonaventura da Sardegna, fue el primero en escribir una gramática para el kikongo hacia 1645.